# سحاة عربي
سَحَاة عربي أو نجمي اللحية العربي أو سحاة بلاد الشام (الاسم العلمي: Barbastella leucomelas)، نوع من الخفافيش تتبع فصيلة خفافيش الليل. موئلها الغابات المعتدلة والكهوف. إنها مهددة بخسارة موائلها. توجد في مصر (سيناء) وإسرائيل وإريتريا.